# Amegilla gussakovskyi
Amegilla gussakovskyi är en biart som först beskrevs av Popov 1946.  Amegilla gussakovskyi ingår i släktet Amegilla och familjen långtungebin. Inga underarter finns listade i Catalogue of Life.